# Premiul Rafto
Premiul Rafto este o recompensă norvegiană care se acordă unui apărător al drepturilor omului. Este denumit după activistul norvegian Thorolf Rafto.

## Laureați
- 1987 - Jiří Hájek (Cehoslovacia)
- 1988 - Trivimi Velliste (Estonia)
- 1989 - Doina Cornea (România) și  FIDESZ (Ungaria)
- 1990 - Aung San Suu Kyi (Myanmar)
- 1991 - Elena Bonner (Rusia)
- 1992 - Maha Ghosananda (Cambodgia)
- 1993 - oameni din Timorul de Est, José Ramos Horta
- 1994 - Leyla Zana (Turcia)
- 1995 - Comitetul mamelor soldaților (Rusia)
- 1996 - Palermo Anno Uno (Italia)
- 1997 - Poporul rom, Ian Hancock (Regatul Unit)
- 1998 - ECPAT (Tailanda)
- 1999 - Henads Hruschawy (Belarus)
- 2000 - Kim Dae-jung (Coreea de Sud)
- 2001 - Shirin Ebadi (Iran)
- 2002 - Mohammed Daddach (Sahara Occidentală)
- 2003 - Paulos Tesfagiorgis (Eritreea)
- 2004 - Kadeer (regiunea autonomă Xinjiang, China)
- 2005 - Lidija Yusupova (Cecenia, Rusia)
- 2006 - Venerabilul Thich Quang djo (Vietnam)
- 2007 - Campania Națională privind Dalit Drepturile Omului (India)
- 2008 - Bulambo Lembelembe Josué (RDC)
- 2009 - Malahat Nasibova (Naxcivan, Azerbaidjan)
- 2010 - José Raúl López Vera (Mexic)
- 2011 - Minoritățile Sexuale Uganda (SMUG), reprezentată de managerul Frank Mugisha (Uganda)
- 2012 - Nnimmo Bassey
- 2013 - Centrul Bahrainian pentru Drepturile Omului (Bahrain Centre for Human Rights), Bahrain
- 2014 - Agora representată de Pavel Chikov / Pavel Cikov (Federația Rusă)
- 2015 - Ismael Moreno Coto (Honduras).

## Legăturiexterne
- Site oficial